# Avicopter AC313
Le Avicopter AC313 est un hélicoptère civil construit par la firme Avicopter (AVIC Helicopter Company) en Chine.

## Conception et développement

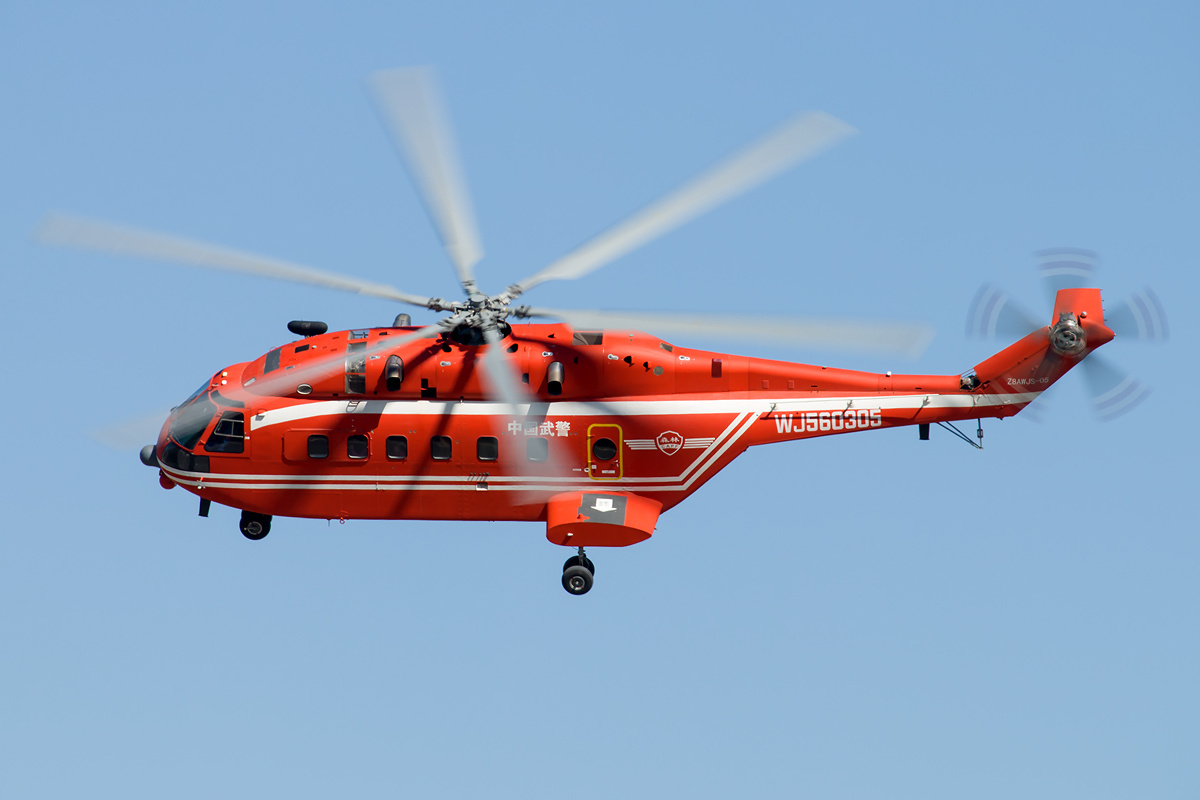
Un appareil en 2015.

Le AC313 est une version actualisée du Harbin Z-8, lui-même issu du développement du SA.321 Super Frelon conçu par Sud-Aviation. Le premier prototype vola à Jingdezhen dans la province du Jiangxi, le 18 mars 2010,. Il est conçu pour transporter 27 passagers, a une distance franchissable maximale de 900 kilomètres, et une masse maximale de 13,8 tonnes.
Avec trois moteurs Pratt & Whitney Canada PT6B-67A, l'AC313 est le plus gros hélicoptère jamais développé en Chine. Le AC313 est un hélicoptère mono-rotor avec un rotor de queue, des sièges pilotes côte-à-côte, et un train d'atterrissage non rétractable. Bien que basé sur une conception des années 1960, l'AC313 a été développé pour utiliser des matériaux composites pour les pales du rotor et le rotor principal en titane. L'intérieur est équipé d'un système moderne d'avionique numérique intégré. Conçu pour le transporter de passagers, il a également été conçu pour être utilisé pour les évacuations médicales et les opérations de recherche et de sauvetage. En termes de fret, il peut transporter jusqu'à 4 tonnes en soute ou 5 tonnes sous élingue.
Après avoir été certifié par les autorités chinoises, l'AC313 a été livré à la compagnie aérienne China Flying Dragon Aviation en 2011.
Le AC313A  directement dérivé de la version AC313 militaire effectue son vol inaugural le 17 mars 2022. Cette nouvelle version polyvalente est dotée de nouveaux moteurs, d'un système de transmission amélioré et d'optimisations technologiques, tels que l'avionique et les commandes de vol. De plus, selon AVIC l’aéronef est doté d'un système de diagnostic de santé et de l'utilisation (HUMS), ainsi que d'installations de protection et de dégivrage du rotor pour améliorer ses performances et sa sécurité.

## Version militaire: Z-18
Un dérivé destiné à des missions militaires, le Changhe Z-18 (en), est présenté en 2014. 
Plusieurs versions de ce dernier sont présentés :
- Z-18A de transport
- Z-18F destiné à la lutte anti-sous-marine
- Z-18J faisant fonction de radar aéroporté